# 光明院 (東京都北区)
光明院（こうみょういん）は、東京都北区にある真言宗豊山派の寺院。

## 概要
創建年代は不明であるが、安土桃山時代には既に存在していた。
江戸時代には、白髭神社の別当寺であった。
明治維新時の神仏分離政策により、一旦荒廃したが、1899年（明治32年）に中興した。
併設施設として、かつて、観音堂があったところに幼稚園「光明院幼稚園」を経営している。

## 交通アクセス
- 田端駅より徒歩11分（経路案内）。
- 駒込駅より徒歩12分（経路案内）。